# Zenodorus ponapensis
Zenodorus ponapensis är en spindelart som beskrevs av Berry, Beatty, Prószynski 1996. Zenodorus ponapensis ingår i släktet Zenodorus och familjen hoppspindlar. Inga underarter finns listade i Catalogue of Life.